# 増田嘉兵衛
増田 嘉兵衛（ますだ かへえ、1834年9月17日〈天保5年8月15日〉 - 1920年〈大正9年〉9月4日）は、日本の商人（貿易商）、実業家、横浜市内の資産家。族籍は神奈川県平民。

## 経歴
伊賀上野車坂七面屋敷（現・三重県伊賀市）の赤貧の家に生まれる。平蔵の長男。幼くして父を亡くし、母によって育てられる。1844年、母が亡くなり、嘉兵衛は天涯孤独の身となる。魚の行商を業とする。
猪田屋に奉公する。14歳の春、大坂に出て、海産物問屋榎並屋に住み込む。文久2年、横浜で増田屋をひらき、外国糖の輸入で富をきずく。1869年、横浜為替（横浜銀行の前身）の創立に加わる。
1884年、家督を長男増蔵に譲り、分家して一家を創める。中央倉庫取締役社長、第二銀行、横浜製糖各取締役などをつとめる。

## 人物
1918年4月及び10月、横浜市公設浴場建築費金4万5千円を寄附したため紺綬褒章を下賜される。住所は横浜老松町2丁目。

## 家族・親族
増田家
- 父・平蔵[3]
- 長男・増蔵[3]（1863年 - 1943年、増田屋、砂糖貿易商）
  - 同長男・増太郎（1886年 - ?、増田製粉所社長）[3]
- 二男・房次郎[3]（1870年 - 1944年、神奈川、中村初太郎の養子、増田合名会社代表社員）
- 長女・タキ（1868年 - ?、双葉高等女学校幹事兼教師）[3]
- 養孫
  - 與一（1880年 - ?、長女・タキの養子、春の夫、増田製粉所取締役）[3]
  - 春（1884年 - ?、長女・タキの養子、與一の妻）[3]
- 曽孫[3]